# Herminie Mutel
Pour les articles homonymes, voir Mutel.
Herminie Mutel, née à Reims, le 19 décembre 1807 et morte dans le 6e arrondissement de Paris le 2 janvier 1881, est une peintre française connue pour portraits miniatures.
Elle mène une carrière à Paris et expose au Salon de 1839 à 1857. Ses portraits de notabilités sont prisés au milieu du XIXe siècle.

## Biographie

### Famille
Herminie (Louise Hermine) Mutel, née à Reims, le 19 décembre 1807, est la fille d'Antoine Mutel (1767-1839), receveur des contributions, et d'Alexandrine Marie Naudet (1779-1828), artiste peintre exposant au Salon de Paris de 1817 à 1827,.

### Formation
Elle est formée par la miniaturiste française Lizinska de Mirbel, dans son atelier de dames.

### Carrière
De 1839 à 1857, Herminie Mutel expose à treize Salons de Paris. Elle y obtient une médaille de 3e classe en 1839, une médaille de 2e classe en 1841 et une médaille de première classe en 1845. Elle présente également ses œuvres en Belgique. Lors du Salon de Bruxelles de 1845, ses quatre portraits sont récompensés par une médaille de vermeil. Elle bénéficie d'une assez grande réputation sous le règne du roi Louis-Philippe.
Elle meurt, célibataire, à l'âge de 73 ans, en son domicile rue de l'Odéon, no 22, dans le 6e arrondissement de Paris, le 2 janvier 1881. Elle est inhumée au cimetière de Montmartre (13e division).

## Œuvre

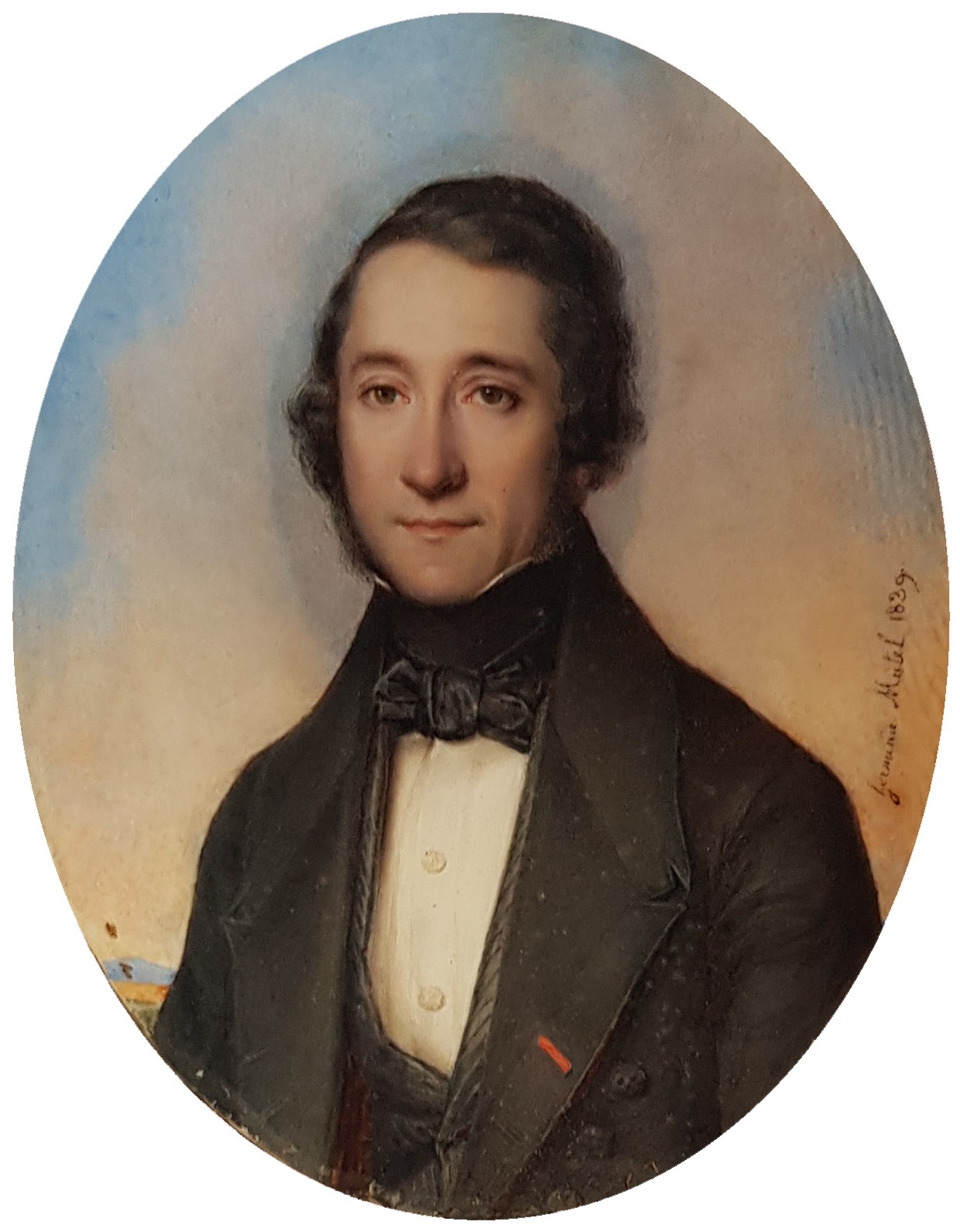
Joseph-Daniel Guigniaut, portrait par Herminie Mutel (1839).

Son champ pictural couvre exclusivement les portraits miniatures de personnalités politiques, militaires, scientifiques et artistiques. Ses œuvres ont beaucoup de finesse, de sûreté de la main et un coloris excellent. Souvent indiqués par leurs seules initiales, parmi la soixantaine de miniatures exposées, sont identifiés les portraits de, :
- Joseph Daniel Guigniaut (1839), helléniste français ;
- Józef Dwernicki (1845), général polonais ;
- Jean Aimé Naudet (1846), général français et oncle de l'artiste ;
- Madame Charles de Bonnechose (1851) ;
- Charles-François Oudot (1852), homme de loi français ;
- Jean-Luc Carbuccia (1853), général et archéologue français ;
- Charles Dancla (1853), violoniste et compositeur français ;
- René Dancla (1853), artiste lyrique ;
- Louis Dancla (1855) ;

## Collection muséale
- Musée des Arts décoratifs de Paris : Portrait de Louis Thomas Antoine Amy, homme politique, copie du portrait réalisé par Lizinska de Mirbel en 1829[7].